# Esserden
Esserden is een plaats in de Duitse deelstaat Noordrijn-Westfalen behorend tot de gemeente Rees in Kreis Kleve. De plaats ligt in het Nederrijngebied op de rechter oever van de Rijn. 
Het ortsteil van Rees ligt ten noorden van de Rijnbrug Rees-Kalkar, ten westen van Bundesstraße 67 en op enige kilometers afstand van de oude kern van Rees in het poldergebied van Reeserward. Omdat dit in vroegere tijden een overstromingsgebied was van de Rijn, staan de oudste huizen en boerderijen op wierden. 
Het dorp heeft geen eigen kerk. In het centrum van het dorp staat een klein religieus getint herdenkingsmonument voor de slachtoffers uit de beide wereldoorlogen. In de buurtschap Zur Rosau staat aan de dijk een voormalige windmolen die teruggaat op een omgebouwde middeleeuwse uitkijktoren. In de omgeving ervan ligt het natuurgebied de Bienener Altrhein. 
Er ligt naast de oude dorpskern een nieuwere wijk. Een winkelcentrum rondom de vestiging van een grote Europese hypermarktketen vormt de belangrijkste factor van economische bedrijvigheid en van bekendheid bij een winkelend publiek uit de wijde omtrek.

## Afbeeldingen

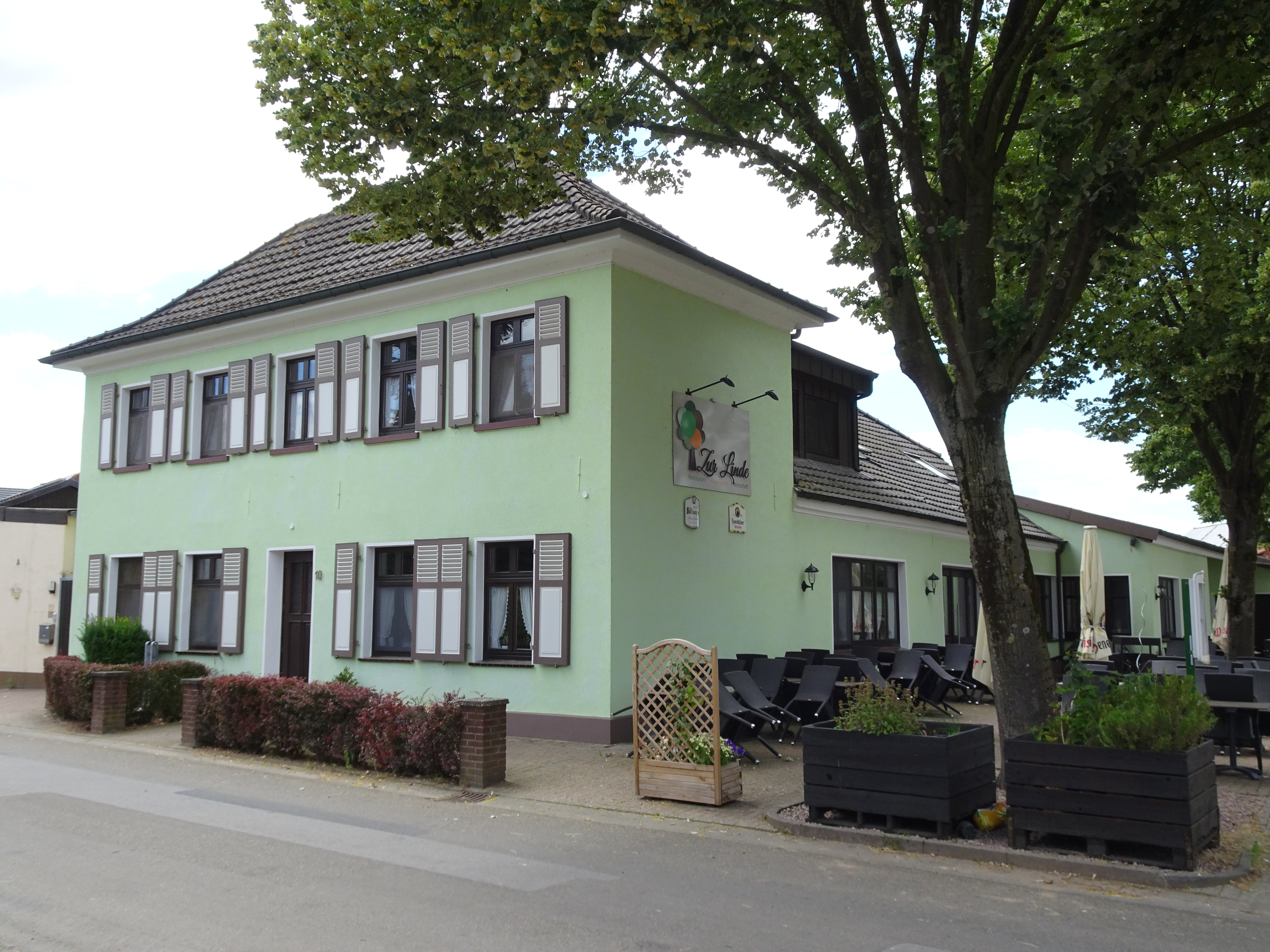
Restaurant Zur Linde
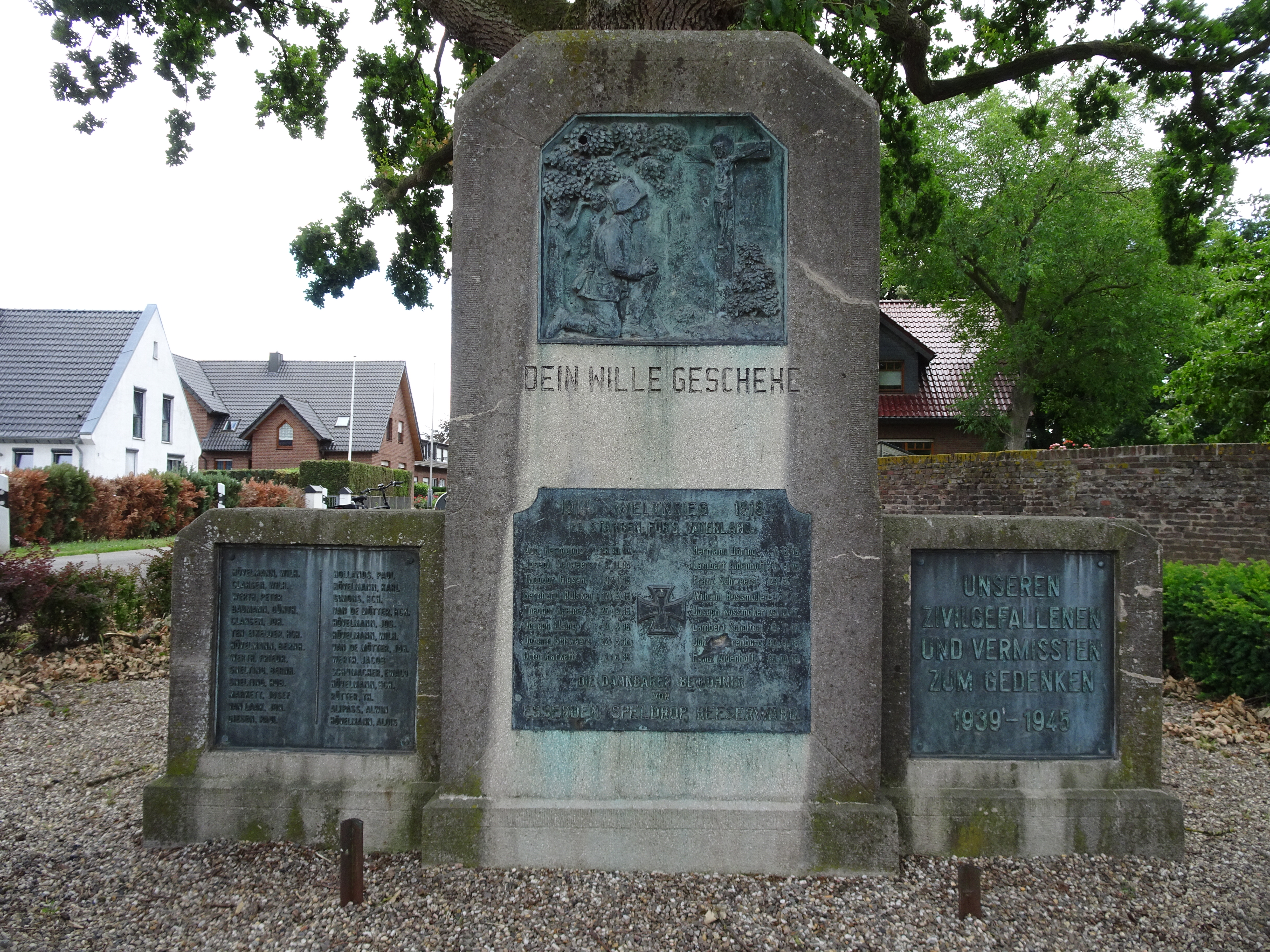
Alte Schulstraße
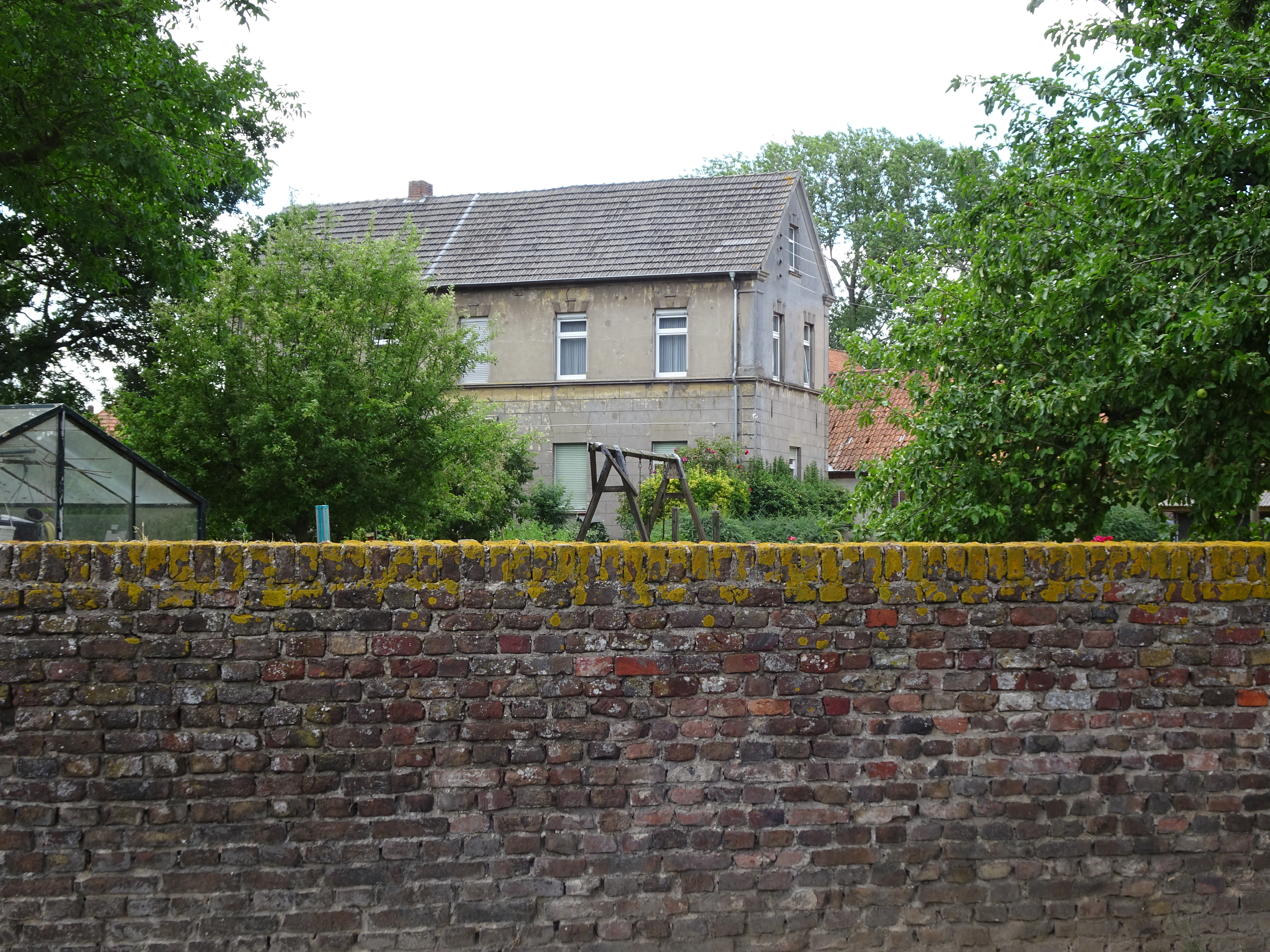
Schützenstraße
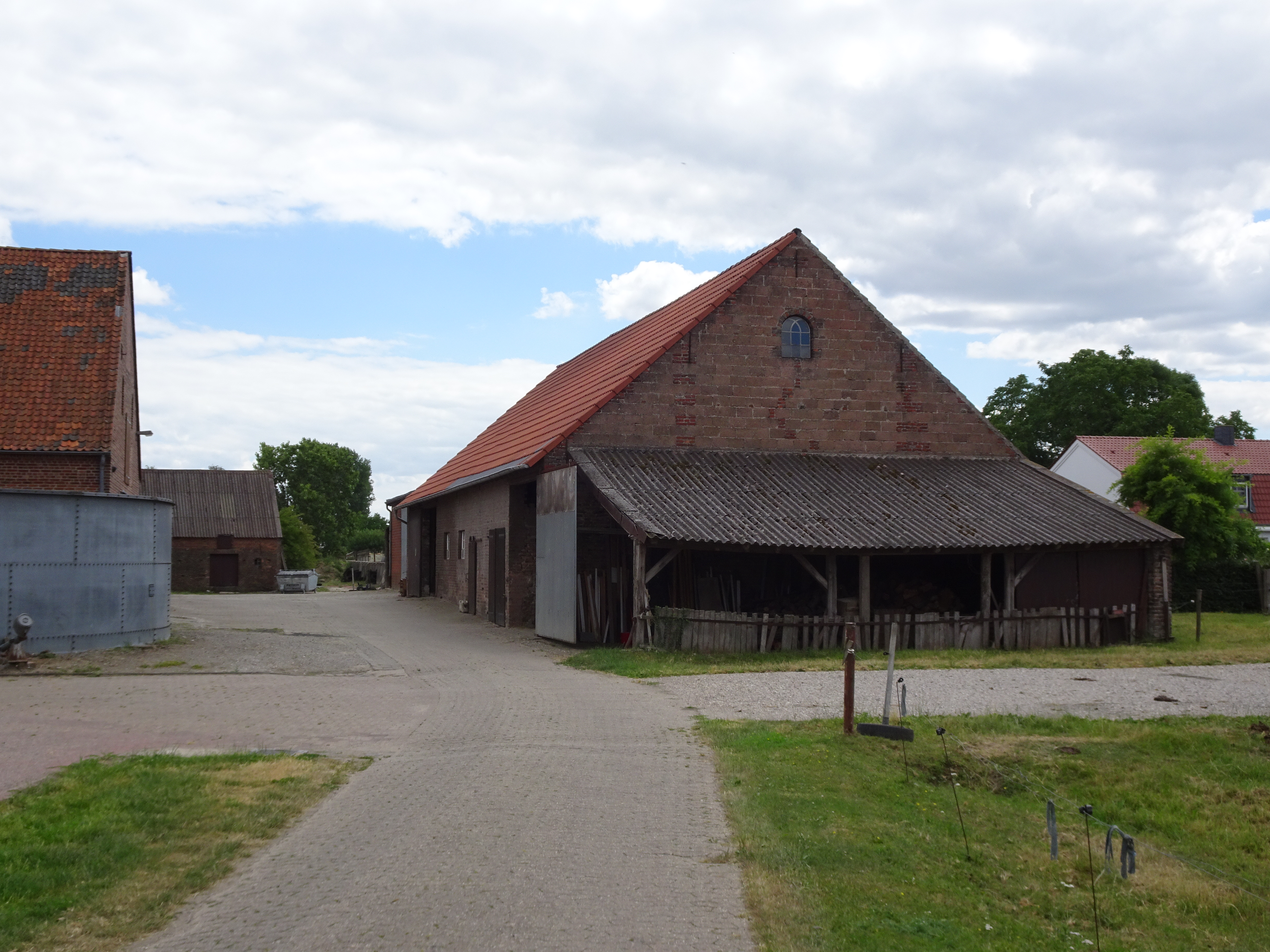
Schützenstraße
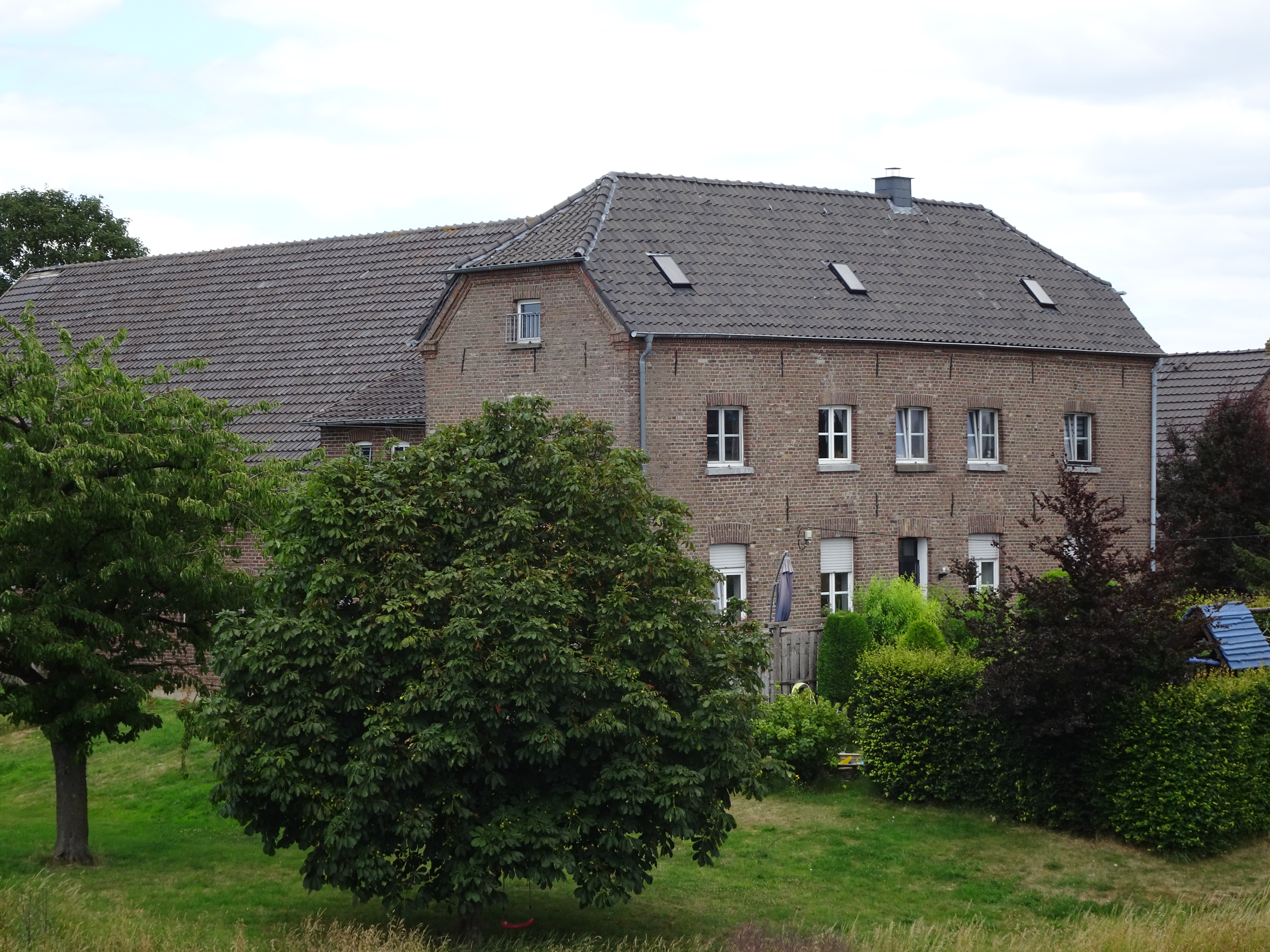
Dammweg
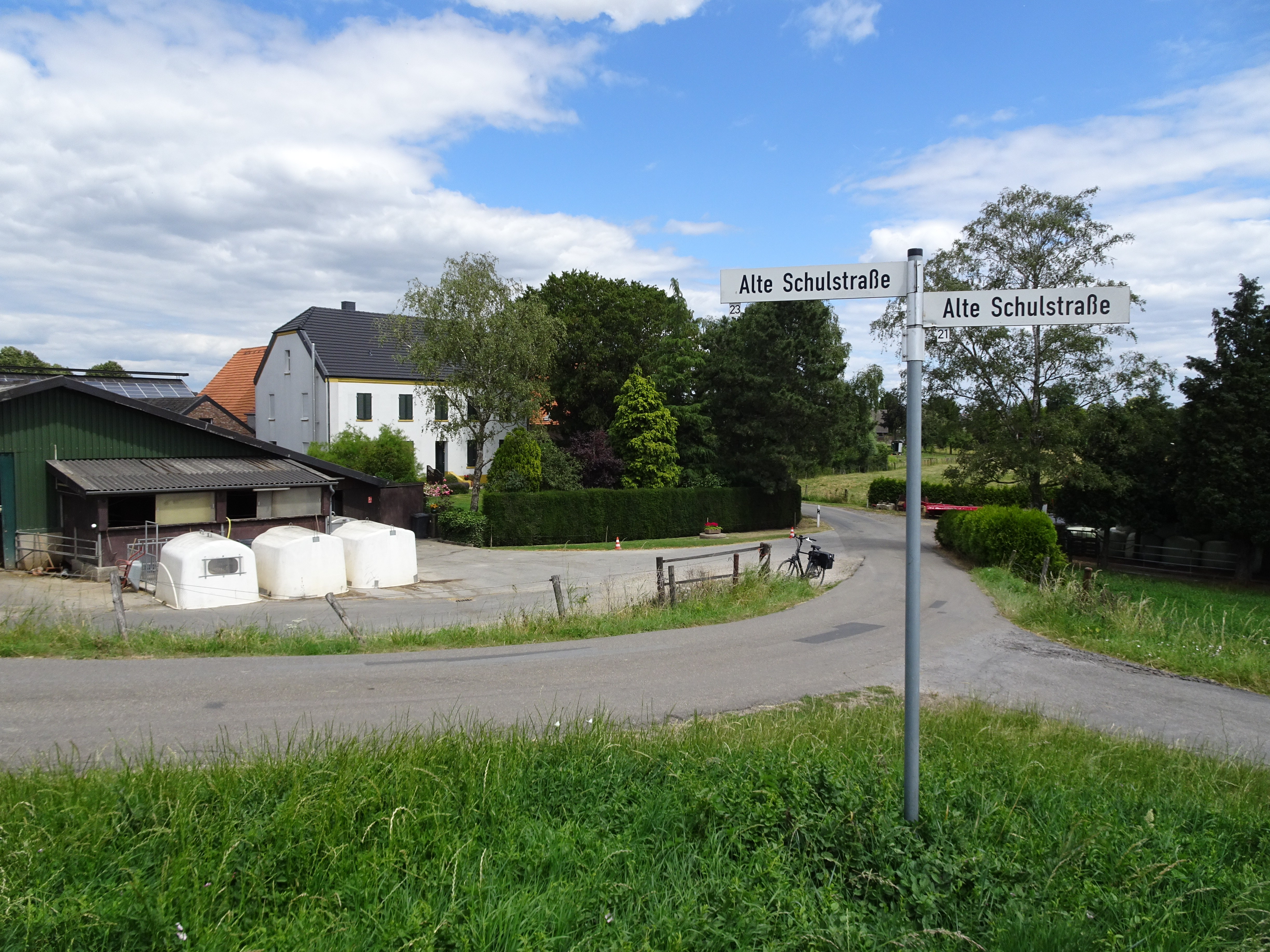
Alte Schulstraße
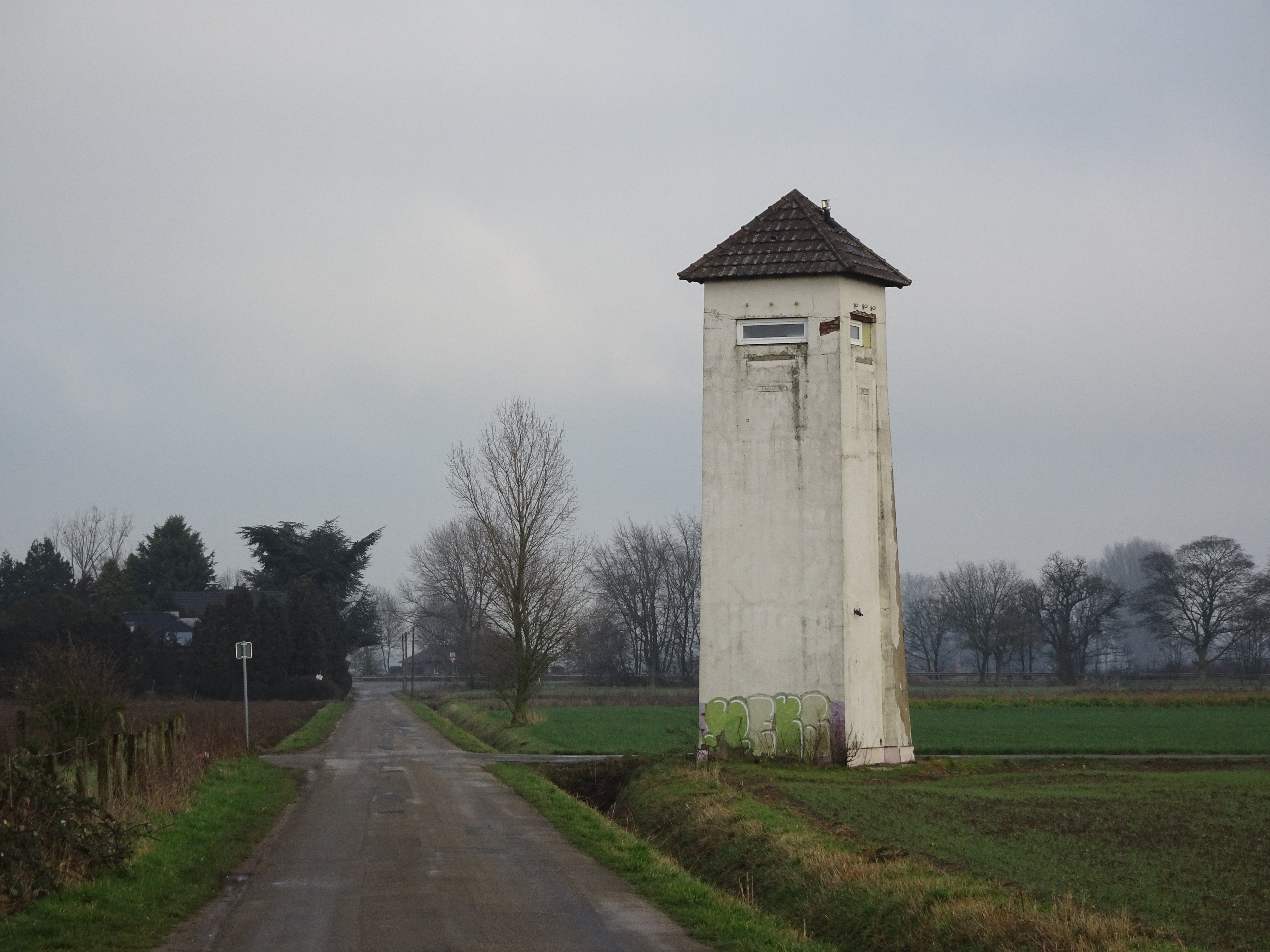
Heimische Straße
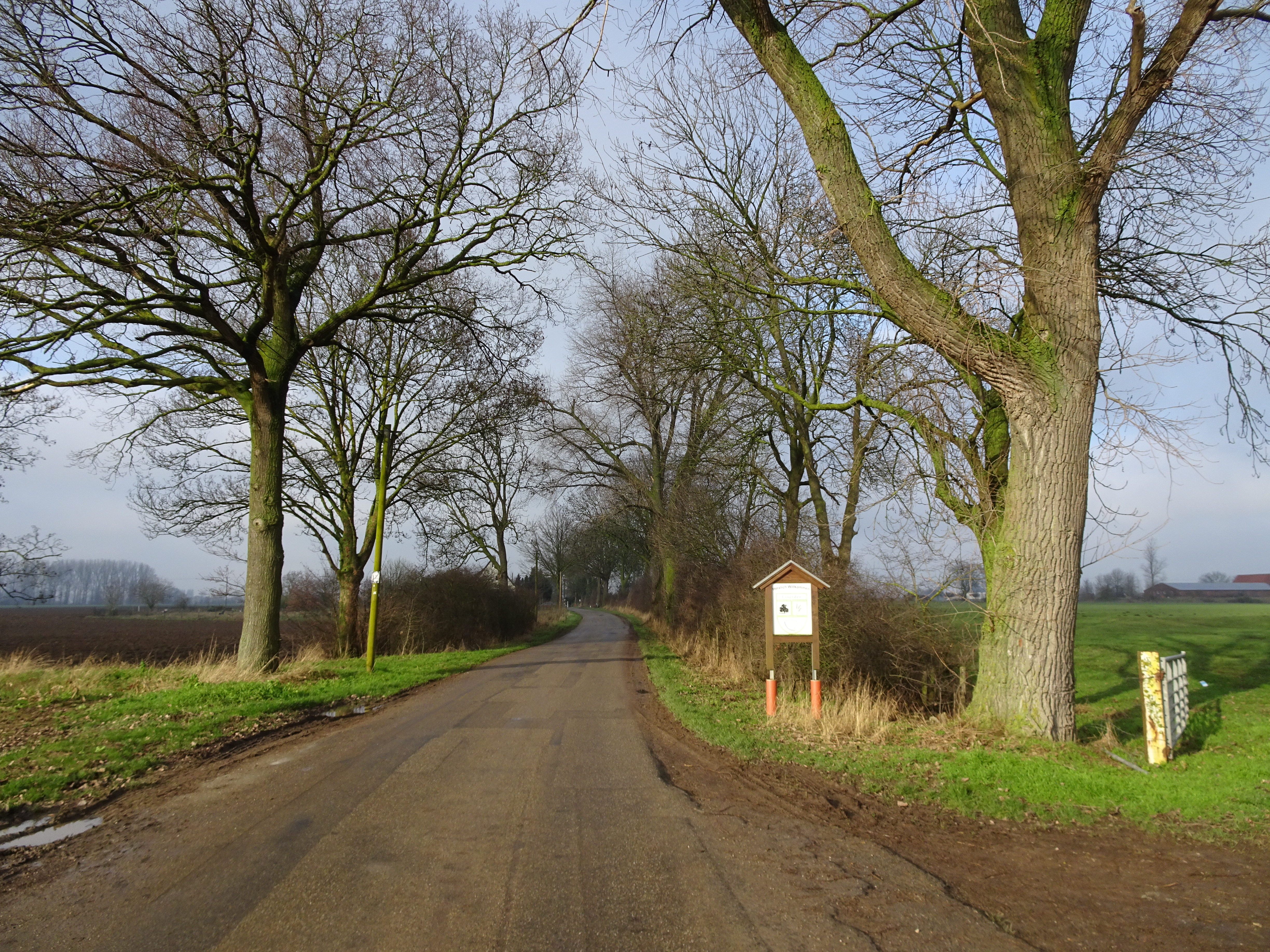
Spyckweg
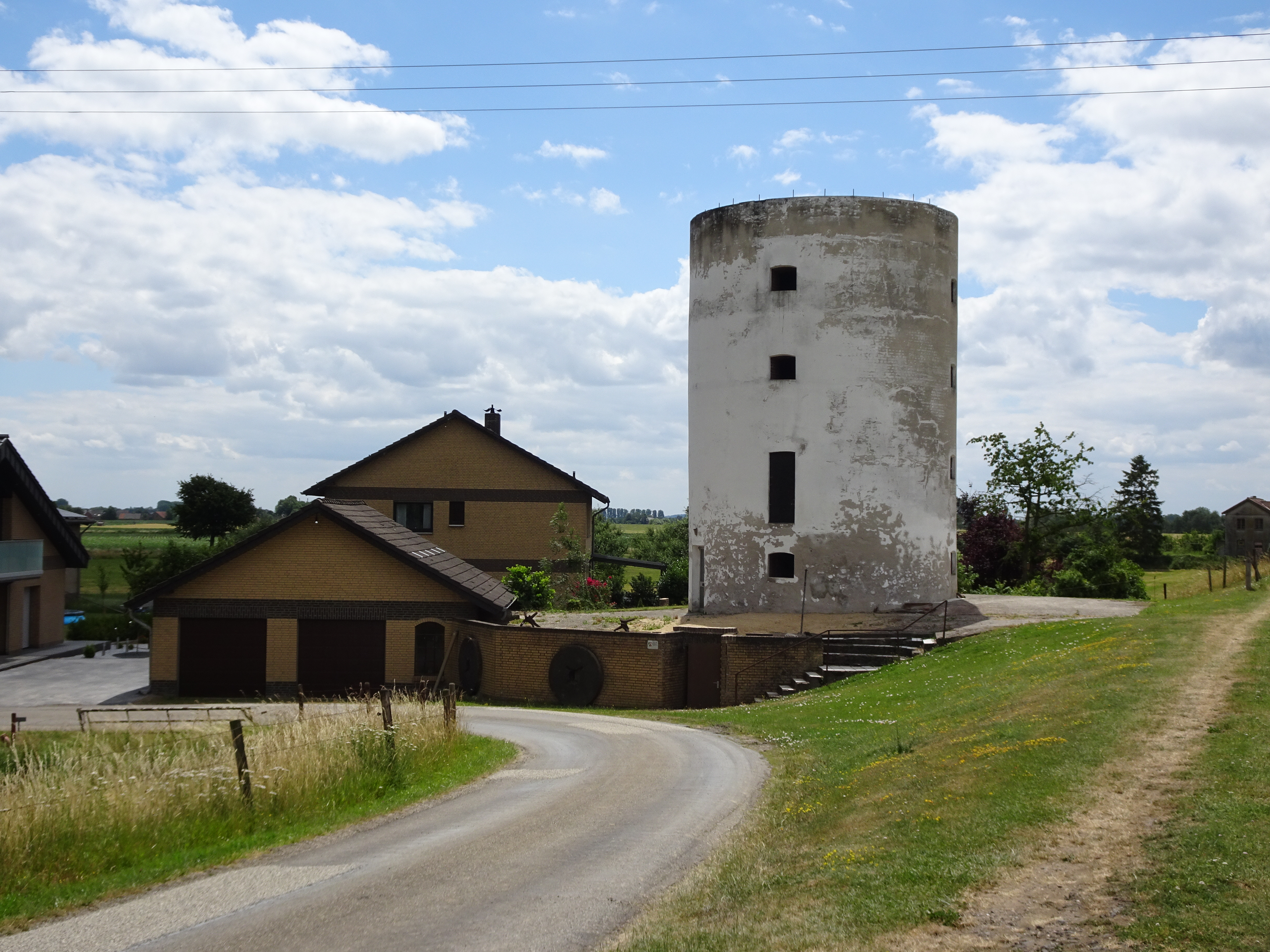
Mühle Rosau

Bienen · Empel · Esserden · Haffen · Haldern · Mehr · Millingen · Rees